# Anton Heiller
Anton Heiller, född 15 september 1923 i Wien, död 25 mars 1979 i Wien, österrikisk tonsättare, organist och orgelpedagog.

## Biografi
Efter att ha genomgått sin grundutbildning i kyrkomusik för Wilhelm Mück - organist i Stephensdomen i Wien - kombinerade han arbete som repititör och körledare vid Wiens Volksoper med sina fortsatta studier vid Wiens musikhögskola.
Heiler blev efter sin examen 1945 lärare vid Musikakademien och från 1957 innehade han titeln professor. Han räknas bland samtidens förnämsta organister. 
Heillers kompositioner omfattar huvudsakligen kyrkomusik i polyfon stil.

## Verklista (urval)
- Toccata  för två pianon
- Psalmkantat
- Te Deum
- Adventsmusik för oboe, violin, barnkör och orgel
- Fantasi över “Salve Regina”
- Preludium och fuga A-Dur
- ”Ecce lignum crucis”
- ”Tanz-Toccata”